# Umbria vasútállomásainak listája

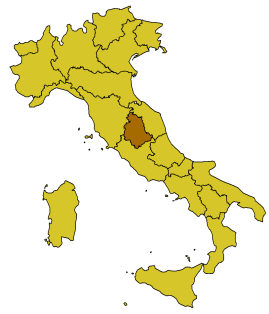
Umbria régió Olaszország térképén

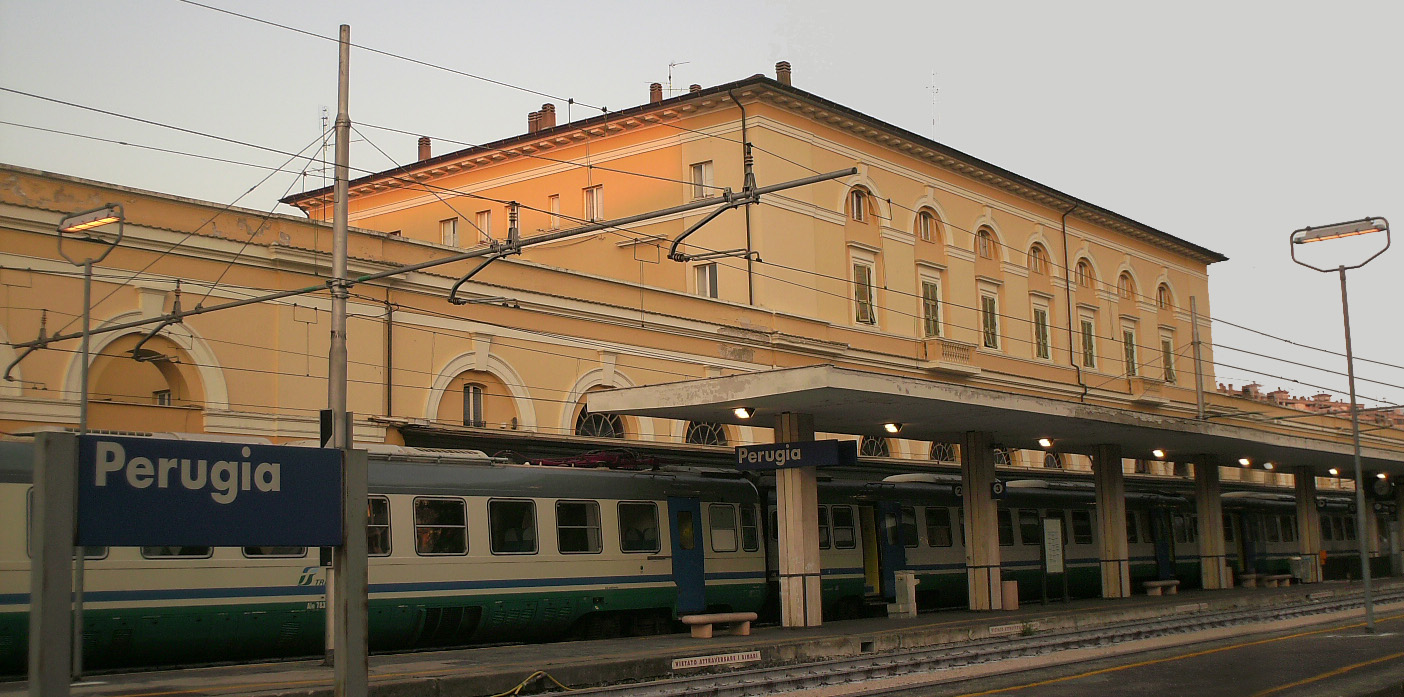
Stazione di Perugia

Ez a lista az olasz Umbria régió vasútállomásait sorolja fel ábécé sorrendben.

## A lista
| Állomás neve                           | Cím                                            | Közigazgatási egység     | Megye | Hálózat       | Kategória |
| -------------------------------------- | ---------------------------------------------- | ------------------------ | ----- | ------------- | --------- |
| Stazione di Allerona-Castel Viscardo   | Via Della Stazione                             | Allerona                 | TR    | RFI           | bronze    |
| Stazione di Alviano                    | Piazza Stazione                                | Alviano                  | TR    | RFI           | bronze    |
| Stazione di Assisi                     | Piazza Dante Alighieri                         | Assisi                   | PG    | Centostazioni | gold      |
| Stazione di Attigliano-Bomarzo         | Piazza Marconi, 4                              | Attigliano               | TR    | RFI           | silver    |
| Stazione di Baiano di Spoleto          | Via Martiri Del Lavoro, 22                     | Spoleto                  | PG    | RFI           | bronze    |
| Stazione di Bastia Umbra               | Via Della Stazione,                            | Bastia Umbra             | PG    | RFI           | silver    |
| Stazione di Campello sul Clitunno      | Via Flaminia, 3                                | Foligno                  | PG    | RFI           | bronze    |
| Stazione di Castiglion del Lago        | Piazza Stazione                                | Castiglione del Lago     | PG    | RFI           | silver    |
| Stazione di Ellera-Corciano            | Via Strada Olmo                                | Corciano                 | PG    | RFI           | bronze    |
| Stazione di Fabro-Ficulle              | Piazza Stazione                                | Fabro                    | TR    | RFI           | silver    |
| Stazione di Foligno                    | Piazzale Unità D'italia, 7                     | Foligno                  | PG    | Centostazioni | gold      |
| Stazione di Fossato di Vico-Gubbio     | Via Stazione, 95                               | Fossato di Vico          | PG    | RFI           | silver    |
| Stazione di Gaifana                    | fraz. Gaifana - Via Della Stazione, 1          | Gualdo Tadino            | PG    | RFI           | bronze    |
| Stazione di Gualdo Tadino              | Piazza IV Novembre                             | Gualdo Tadino            | PG    | RFI           | bronze    |
| Stazione di Magione                    | Viale Risorgimento                             | Magione                  | PG    | RFI           | bronze    |
| Stazione di Marmore                    | fraz. Marmore - Via Pietro Montesi             | Terni                    | TR    | RFI           | bronze    |
| Stazione di Narni-Amelia               | Piazza Eduardo De Filippo, 1                   | Narni                    | TR    | RFI           | silver    |
| Stazione di Nera Montoro               | fraz. Nera Montoro - Via Dello Stabilimento, 1 | Narni                    | TR    | RFI           | bronze    |
| Stazione di Nocera Umbra               | Via Stazione, 38                               | Nocera Umbra             | PG    | RFI           | bronze    |
| Stazione di Orvieto                    | Piazza Matteotti 14                            | Orvieto                  | TR    | RFI           | silver    |
| Stazione di Passignano sul Trasimeno   | Piazzale Buattini, 3                           | Passignano sul Trasimeno | PG    | RFI           | silver    |
| Stazione di Perugia                    | Piazza Vittorio Veneto                         | Perugia                  | PG    | Centostazioni | gold      |
| Stazione di Perugia Capitini           | Viale Centova                                  | Perugia                  | PG    | RFI           | bronze    |
| Stazione di Perugia Ponte San Giovanni | Via Nino Bixio, 2                              | Perugia                  | PG    | RFI           | silver    |
| Stazione di Perugia Silvestrini        | Via G. Dottori, 50                             | Perugia                  | PG    | RFI           | bronze    |
| Stazione di Perugia Università         | Strada S.Lucia                                 | Perugia                  | PG    | RFI           | bronze    |
| Stazione di San Liberato               | fraz. S.Liberato - Via Della Stazione, 1       | Narni                    | TR    | RFI           | bronze    |
| Stazione di Spello                     | Viale Marconi                                  | Spello                   | PG    | RFI           | bronze    |
| Stazione di Spoleto                    | Piazza Polvani, 7                              | Spoleto                  | PG    | RFI           | silver    |
| Stazione di Terni                      | Piazza Dante, 1                                | Terni                    | TR    | Centostazioni | gold      |
| Stazione di Torricella                 | Via Del Popolo, 7                              | Torricella               | PG    | RFI           | bronze    |
| Stazione di Trevi                      | Via Della Stazione, 18                         | Foligno                  | PG    | RFI           | bronze    |
| Stazione di Tuoro sul Trasimeno        | Via Della Stazione, 6                          | Tuoro sul Trasimeno      | PG    | RFI           | bronze    |
| Stazione di Valtopina                  | Via Nazario Sauro                              | Valtopina                | PG    | RFI           | bronze    |